# Воме, Пьер
Пьер Нленд Воме (англ. Pierre Nlend Womé; род. 26 марта 1979[…], Дуала) — камерунский футболист, защитник.

## Биография

### Клубная карьера
Его футбольная карьера началась в возрасте 14 лет в камерунском клубе «Фогапе». Он успешно выступал и позже перешёл в клуб «Канон Яунде», в котором выступал в течение двух лет.
В возрасте 17 лет принял участие в Кубке африканских наций. Хорошая игра в ходе турнира, была замечена клубом из Италии «Виченцой» которая купила его у камерунского клуба. Всего в сезоне 1996/97 сыграл 3 матча. После этого отправился в клуб серии В, «Луккезе». Он сыграл 24 матча в которых демонстрировал уверенную игру, летом 1998 года был куплен «Ромой». Но в то время в команде была огромная конкуренция со стороны защитников, в одном сезоне сыграл всего 8 матчей. После чего переехал в команду «Болонья», в которой был основным защитником в течение трёх лет. В 2002 году отправлен в аренду в «Фулхэм», за который дебютировал в матче против «Вест Хэм Юнайтед» (0:1). В июле 2003 года перешёл в «Эспаньол», сыграл в одном сезоне 23 игры, в марте 2004 года его едва не купил московский «Спартак». В январе 2005 года перешёл в «Брешию», а летом неожиданно вошёл в состав «Интернационале». Дебют состоялся в квалификации Лиги чемпионов в матче против донецкого «Шахтёра».
Летом 2006 года был куплен «Вердером», с которым играл в Лиге Чемпионов и Кубке УЕФА, также становился бронзовым призёром чемпионата Германии 2006/07. В сезоне 2007/08 Воме из-за проблем с пахом не сыграл в чемпионате Германии ни одного матча. Летом 2008 года подписал контракт с «Кёльном», который завоевал путевку в Бундеслигу. С новым клубом футболист заключил соглашение по системе «2+1». Дебют за команду в чемпионате Германии состоялся 16 августа 2008 года в матче «Вольфсбург» — «Кёльн» (2:1).

### Карьера в сборной
В сборной Камеруна дебютировал 4 июня 1995 года в матче со сборной Лесото в возрасте 16 лет. В 2000 году Воме играл на Олимпийских играх в Сиднее, где «Неукротимые львы» обыграли в финале Испанию, а он забил решающий послематчевый пенальти, став национальным героем. Воме также играл в Кубке Наций в 2000 году и Кубке конфедераций 2001. Играл на чемпионате мира в 1998 и 2002.
В отборочном матче чемпионата мира 2006 не забил пенальти в ворота сборной Египта. При счёте (1:1), в добавленное арбитром время Воме вызвался исполнить одиннадцатиметровый, перед этим заверив штатного пенальтиста сборной Самуэля Это’о, что забьет. Потерянные очки стоили Камеруну путевки на чемпионат мира. Разъяренные фанаты в Яунде разбили автомобиль футболиста и устроили погром в салоне красоты, принадлежавший его подруге. Из-за угрозы опасности полицейские доставили Воме в аэропорт, откуда он отбыл в Италию. Семья игрока находилась под охраной полиции.